# Fritz Fischer (Intendant)
Fritz Fischer (* 16. Juni 1898 in Backnang; † 9. Februar 1985 in München) war ein deutscher Schauspieler, Regisseur und bekannter Theaterintendant.

## Kaiserliche Marine
Fischer diente als Obermatrose im Ersten Weltkrieg auf Torpedobooten und Zerstörern. In seiner Freizeit wirkte er an Bühnenaufführungen mit. Nach eigener Darstellung in seinen 1970 verfassten unveröffentlichten Memoiren verweigerte er mit dem Herannahen des Kriegsendes Befehle beim Strafexerzieren und überzog wiederholt seinen Urlaub. Er wurde dafür nicht wie beabsichtigt für das Eiserne Kreuz vorgeschlagen, erhielt Arrest und wurde zum einfachen Matrosen degradiert. Im Oktober 1918 war er bei der I. Torpedo-Division in Kiel-Wik stationiert. Er spielte eine herausgehobene Rolle im Kieler Matrosen- und Arbeiteraufstand. So wurde er zusammen mit Karl Artelt in den ersten Soldatenrat in der Wik gewählt und gehörte den Delegationen bei den drei Verhandlungsrunden in der Marinestation der Ostsee am 4. November 1918 an. Bei der dritten Verhandlungsrunde waren auch Gustav Noske und Conrad Haußmann anwesend. Allerdings überzeichnet Fischer seine Rolle deutlich, wenn er behauptet, er hätte zu den „vier Matrosen [gehört], die die Revolution gemacht“ haben. Seine Motivation scheint nicht in politischen Überzeugungen begründet gewesen zu sein. Im Rückblick sah er die Novemberrevolution durch Hunger und provokatives Verhalten der Seeoffiziere verursacht. Er besaß aber offenbar bereits einen Sinn für operettenhafte Auftritte. So behauptet er, er wäre der in Noskes Buch erwähnte Matrose mit der großen roten Fahne gewesen, der zu ihm ins Auto stieg, als er von Artelt am Bahnhof abgeholt wurde und der während der Fahrt immer wieder schrie: „Es lebe die Freiheit“. Allerdings gibt es dafür keine weitere Bestätigung. Im weiteren Verlauf des Aufstands übernahm er eine Funktion im nahe gelegenen Rendsburg, trat aber ansonsten nicht weiter in Erscheinung.

## Die Zeit der Weimarer Republik
Fritz Fischer ließ sich zum Schauspieler ausbilden, sammelte Erfahrungen im klassischen Ballett sowie Gesang und schlug sich zunächst als Schauspieler und Operetten-Tenorbuffo durch.
Im Jahr 1923 ging er in die USA und wurde am German Theatre Milwaukee engagiert, dessen Leitung er wenig später übernahm. Hier wurde er mit den Grundlagen der extravaganten amerikanischen Inszenierungsstandards vertraut. Durch Gastspielauftritte in Chicago und New York wurde er so bekannt, dass der legendäre Broadway-König Ziegfeld, nachdem er eine Show Fischers gesehen hatte, ihn als „Finalregisseur“ für die Ziegfeld Follies (einer glamourösen Nummernrevue im Stile der Folies Bergères) einstellte. Nach der ersten Aufführung steckte er ihm eine rote Nelke ans Knopfloch und ernannte ihn zum „King of Finales“. Die Nelke wurde fortan sein Markenzeichen.
Nach fünf Jahren (1929) ging Fischer zurück nach Deutschland. Er übernahm die Dresdener Komödie, aber zu Zeiten der Weltwirtschaftskrise war ihm kein Glück beschieden und das Privattheater ging 1932 bankrott. Fischer verlor seine Ersparnisse. Er arbeitete dann an der Komischen Oper sowie der Scala in Berlin und als Filmschauspieler (u. a. als Jim Boy in Die Blume von Hawaii).

## Die Zeit des Nationalsozialismus
Nach der Machtergreifung durch die Nationalsozialisten wurden die Engagements sowohl im Film als auf der Bühne weniger, weil er aufgrund der unehelichen Geburt seiner Mutter den Ariernachweis nicht erbringen konnte und, nach seiner Darstellung, seine Judenfreundlichkeit in weitesten Kreisen bekannt war. Er trat zum 1. Mai 1933 in die NSDAP ein (Mitgliedsnummer 2.637.166), wurde aber nicht in die Reichstheaterkammer aufgenommen und konnte deshalb nur im Hintergrund arbeiten, vor allem für das große Berliner Varieté Scala. Dort inszenierte er u. a. die „Tempo-Tempo-Revue“ 1002. Nacht, mit der er 1937 auch im Münchner Deutschen Theater gastierte.
Am Gärtnerplatztheater hatte Adolf Hitler eine Aufführung der Operette Die Fledermaus nach der Pause verlassen, was in den verantwortlichen Kreisen für große Bestürzung sorgte. Der bayerische Gauleiter Adolf Wagner erhoffte sich von Fischer Hilfestellung bei der Überarbeitung der Inszenierung, um Hitler zufrieden stellen zu können. Im Jahr 1938 wurde Fischer zum Intendanten des Münchner Gärtnerplatztheaters ernannt, wo seine Inszenierung von Franz Lehárs Operette Die lustige Witwe im Stile einer bombastischen Nummernrevue (musikalische Leitung: Peter Kreuder, Star: Johannes Heesters) Adolf Hitler zum Schwärmen brachte. Goebbels attestierte der Aufführung „hinreißenden Schmiß. Wir sind alle sehr begeistert.“
Damit ergab sich die irritierende Konstellation, dass Fischers ausgiebig verwendete amerikanische Revue- und Jazz-Elemente, die er obendrein noch in 33 Bildern (Freimaurerzahl) sowie mit Nackttänzerinnen präsentierte, bei den Parteispitzen auf lebhafte Zustimmung stießen, während die Kultur- und Sittenwächter des Regimes vergeblich protestierten. Richard Strauss nannte Fischer in einem Brief einen "Revueschmierendirektor", da müsse man „mit dem Dreschflegel dreinhauen“. Und der Professor der Akademie für Tonkunst, das NSDAP-Mitglied Gottfried Rüdinger, denunzierte die Aufführungen in einem Schreiben an die Reichsmusikkammer als „jüdisches Warenhaus, in dem neben … Lockartikeln … wertloser Tand geboten wird.“ Bei der Bevölkerung stießen Fischers Inszenierungen dagegen auf große Begeisterung. Die Sittenwächter mussten zu anderen Mitteln greifen. Angriffsflächen bot Fischer durch seine verschwenderische, extravagante und ausschweifende Lebensweise genügend. Der Bayrische Rechnungshof rügte seine verschwenderische Amtsführung, es gab anonyme Beschuldigungen („Rassenschande“, nationalsozialistische Gesinnung fehlt vollständig, Orgien, feminine Männer, …) und es gab den Vorwurf der Vergewaltigung einer Kleindarstellerin durch Fischer in dessen Hotelzimmer. Fischer stritt das ab. Die Hotelierswitwe äußerte den Verdacht, die immer lauter schreiende Schauspielerin habe Fischer der Polizei ausliefern wollen. Kauffmann schreibt dazu: Der Vorfall habe „nach dem Krieg zumeist als Intrige unter der Führung des Münchner Polizeipräsidenten Friedrich Karl Freiherr von Eberstein Darstellung“ gefunden.
Daraufhin musste Fischer auf persönliche Anordnung Hitlers zum Kriegseinsatz zur Marine, wurde aber ein halbes Jahr später als dienstuntauglich entlassen und nahm 1941 seine Tätigkeit in München wieder auf, die er bis zur endgültigen Schließung des Theaters aufgrund von Bombentreffern im September 1944 weiterführte. Insgesamt kam es unter Fischer zu 21 Aufführungen.
Kurz vor Fischers Strafversetzung zur Marine am 21. Mai 1941 besuchte das Ensemble des Theaters das KZ Dachau. Johannes Heesters wurde 1976 in diesem Zusammenhang von einem niederländischen Journalisten vorgeworfen, er habe für die SS gesungen, was Heesters abstritt. Es kam schließlich zu einem Vergleich. Kauffmann ist der Ansicht, es habe sich um eine Art Truppenbetreuung der dortigen Wachmannschaften gehandelt.
Fischer gelang es vermutlich eher unabsichtlich, mit seinem überschäumenden Temperament und seiner großen Schaffenskraft das Regime vorzuführen und dessen Kampf gegen „zersetzende artfremde Kultur“ als Phrase zu entlarven. Kauffmann sieht Fischers Tätigkeit als „Indikator eines grundlegenden Gegensatzes von politischer Ideologie und profaner Lebenspraxis der NS–Alltagskultur. Die NS–Operette am Gärtnerplatz erwies sich als Element der Gratifikation [… und] Erheiterung einer stetig neu gefällig zu stimmenden ‚Volksgemeinschaft’“.

## Nach dem Zweiten Weltkrieg
Aufgrund seiner Ausrichtung auf amerikanische Kulturelemente gelang es Fischer trotz kurzzeitiger Internierung durch die US-Streitkräfte, bald wieder als Regisseur tätig zu werden, und das schließlich bis weit in die 1970er Jahre hinein. Er konnte aber nicht mehr an die alten Zeiten anknüpfen, auch wenn er wieder einige große Erfolge feierte, zum Beispiel mit der Eisrevue Der Kaiserwalzer im Düsseldorfer Apollo-Theater, die auch in Berlin, Hamburg und Brasilien aufgeführt wurde. Viele seiner Projekte waren jedoch finanzielle Fehlschläge – so die Tourneeaufführung der Csárdásfürstin 1950, das Stück Käpt’n Bay Bay 1950 oder Eine Nacht in Venedig 1953 in der Hamburger Ernst-Merck-Halle. Dennoch blieb Fischer bis zu seinem Tod ein angesehener Intendant.
Klaus-Dietmar Henke stieß bei seiner Erforschung der Organisation Gehlen, dem Vorläufer des Bundesnachrichtendienstes (BND), auch auf Fritz Fischer. Henke kam zu der Überzeugung, dass es sich bei dem Informanten der Organisation mit dem Kürzel F33 um Fischer gehandelt habe. Fischer habe von August 1946 an den Schriftsteller Erich Kästner überwacht, den er im Verdacht hatte, ein Vorposten der Sowjets im süddeutschen Raum zu sein. Henke kommt dann zu dem völlig undifferenzierten Urteil, dass Fischer ein „übler Charakter“ gewesen sei. Als Beweis dafür führt er ausgerechnet ein Schreiben der Kriminalpolizeileitstelle München von 1940 an, u. a. mit dem erwähnten Vergewaltigungsvorwurf, der vermutlich gerade auf eine Intrige der genannten Stelle zurückging.

## Heirat
Im Herbst 1944 heiratete Fischer. Fritz und Lilian Fischer führten bis zu dessen Tod im Februar 1985 eine glückliche Ehe mit 3 Kindern und 4 Enkeln. Seine Frau hatte aus erster Ehe eine Tochter und aus einer weiteren Verbindung einen Sohn. Fischer nahm diesen halbjüdischen Jungen an „wie sein eigenes“ Kind. Der technische Leiter des Gärtnerplatztheaters erklärte nach dem Krieg, dass Fischer ihm geholfen habe, als er von der Gestapo verhaftet worden sei, und dass er ehemalige KZ-Insassen eingestellt habe. Generell habe er eine sehr soziale Einstellung gegenüber den Arbeitern am Theater gehabt. Fischer wurde bereits im Oktober 1943 aufgefordert, seinen NSDAP-Mitgliedsausweis zurückzugeben, wegen Nichttragens des Parteiabzeichens, Nichterscheinens auf Parteiveranstaltungen und Evakuierung von Mobiliar.

## Fazit
Fischer war eine energiegeladene Persönlichkeit, hatte keine Furcht vor Autoritäten und setzte unbekümmert seine kulturellen Ziele und Überzeugungen durch, ohne sich groß um politische Befindlichkeiten zu kümmern. Er war keine politische Person, auch keineswegs ein „übler Charakter“, sondern hatte durchaus moralische Ansprüche. Er kann eher als eine schillernde Persönlichkeit, ein Hasardeur, maßlos in Erfolg oder Pleite, ein Abenteurer, der alles auf eine Karte setzte, charakterisiert werden.

## Filmografie (Auswahl)
- 1932: Die – oder keine
- 1932: Flucht nach Nizza
- 1933: Die Blume von Hawaii
- 1933: Eine Frau wie Du
- 1933: Johannisnacht
- 1934: Eine Nacht in Venedig
- 1934: Das Geschäft blüht
- 1935: Wie du mir – so ich dir

## Radio-Feature
- Stefan Frey und Rainer Wallraf (Fischers Stiefsohn): Broadway am Gärtnerplatz. Der Fall Fritz Fischer – Eine Operettenkarriere im Dritten Reich. Bayern2Radio, Sonntag, 17. Juni 2007, 9.05 Uhr. Zusammenfassung online zugänglich (aufgerufen am 2. April 2021) unter: .